# Tareyre
Die Tareyre ist ein kleiner Fluss im Südwesten von Frankreich, der im Département Lot-et-Garonne der Region Nouvelle-Aquitaine südwestlich der Stadt Tonneins verläuft.

## Geografie

### Verlauf
Die Tareyre entspringt im südwestlichen Gemeindegebiet von Leyritz-Moncassin, entwässert generell in nordöstlicher Richtung durch die Landschaft Guyenne und mündet nach rund 17 Kilometern im Gemeindegebiet von Lagruère als linker Nebenfluss in die Garonne. Die Tareyre quert in ihrem Verlauf die Autobahn A62 und den Garonne-Seitenkanal.

### Orte am Fluss
(Reihenfolge in Fließrichtung)
- Leyritz-Moncassin
- Massilos, Gemeinde Labastide-Castel-Amouroux
- Martaillac, Gemeinde Sainte-Gemme-Martaillac
- Cayenne, Gemeinde Leyritz-Moncassin
- Berdery, Gemeinde Calonges
- Calonges
- Bringoulat, Gemeinde Calonges
- Bout de la Côte, Gemeinde Lagruère
- Lagruère